# Aliabad-e Malek
Aliabad-e Malek (pers. علي ابادملك) – miejscowość w południowym Iranie, w ostanie Fars. W 2006 roku liczyła 1592 mieszkańców w 392 rodzinach.